# Гайміто фон Додерер

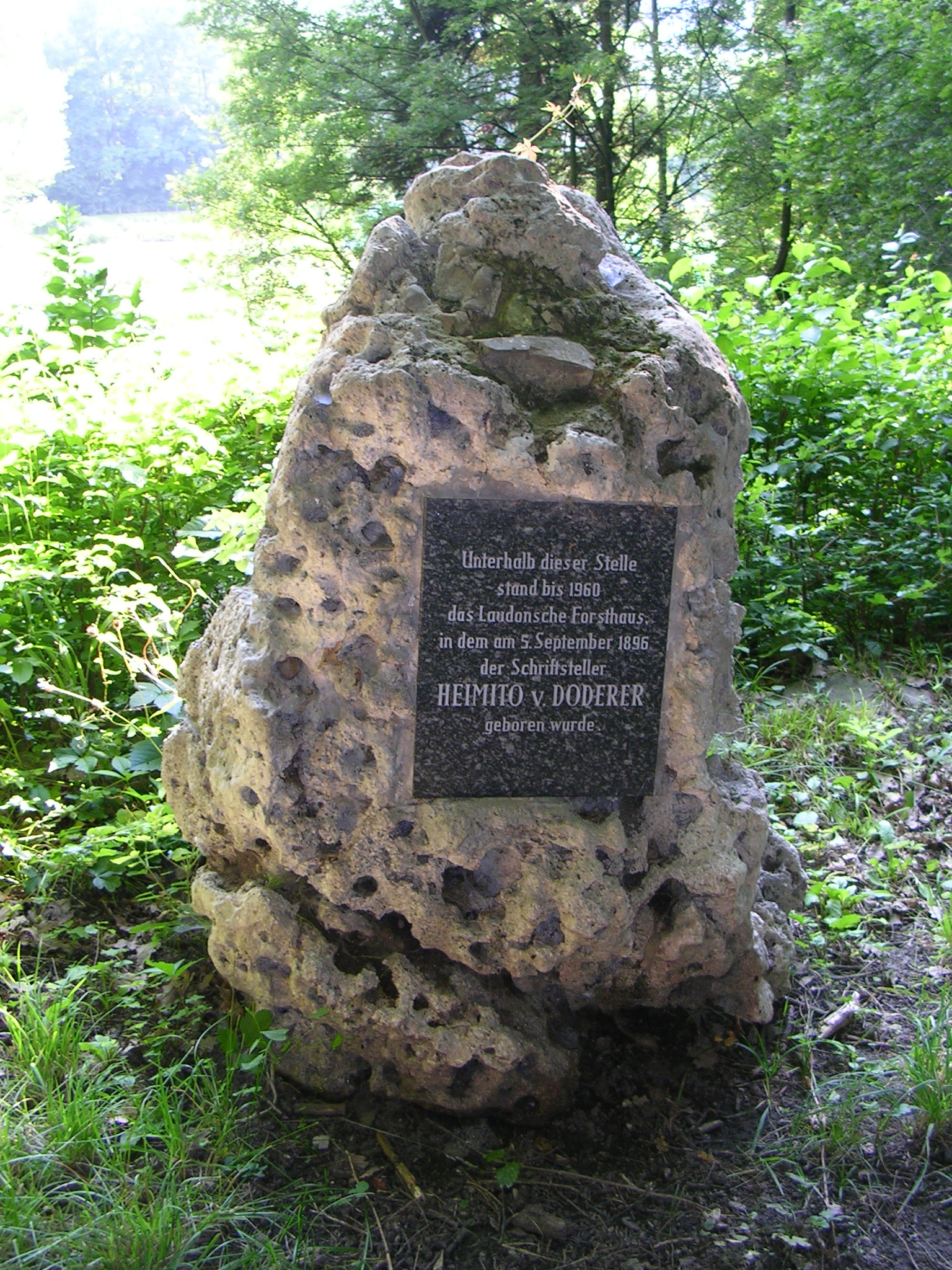
Меморіальний камінь на місці будинку, у якому народився Додерер

Франц Карл Гаймі́то Ріттер фон До́дерер (нім. Franz Carl Heimito Ritter von Doderer 5 вересня 1896, Гадерсдорф, під Віднем — 23 грудня 1966, Відень) — австрійський письменник.

## Біографія
Батьком Додерера був віденський архітектор та інженер Вільгельм Карл фон Додерер, матір'ю — Вільгельміна (Віллі) Додерер (до шлюбу Гюґель). Аристократичний титул у 1877 році був одержав дідусь Додерера Карл Вільгельм Крістіан риттер фон Додерер (1825—1900). Гайміто фон Додерер народився 5 вересня 1896 року в домі лісника неподалік від Гадерсдорф-Вайдлінгау, де тимчасово мешкала його родина, оскільки батько займався там регуляцією віденських річок. Будинок не зберігся, нині на його місці — пам'ятний камінь.
1902 року Додерер пішов до школи (нім. Übungsschule der k.k. Lehrerbildungsanstalt), що знаходилася на вулиці Зофієнбрюкенґассе, потім відвідував гімназію, розташовану в цьому ж будинку. Влітку 1903 року родина переїхала до літнього маєтку Ріґельгоф у Прайн-ан-дер-Раксі. Пізніше Додерер часто бував у цьому домі під час літніх вакацій. У початковій школі й гімназії Додерер був посереднім учнем.
1914 року вступив на юридичний факультет Віденського університету, в 1915 році був мобілізований до австрійської армії, де служив у драгунському полку. У 1916 році воював на Галицькому фронті як піхотинець, його полк який час розташовувався неподалік Чернівців. 12 липня того ж року потрапив у російський полон. Був відправлений разом з іншими полоненими у табір «Красная речка» під Хабаровськом. У таборі Додерер вирішив стати письменником, тут він написав свої перші тексти, що були пізніше опубліковані під заголовком «Сибірська ясність». Внаслідок Брест-литовського договору Додерер був звільнений з табору й потягом добирався додому, але зміг доїхати лише до Самари. Оскільки далі просуватися було неможливо, він вирішив повернутися назад до Сибіру. У Новосибірську разом з іншими австрійцями знову опинився в таборі. Звільнився й повернувся до Відня в 1920 році.
1920 року продовжив навчання у Віденському університеті, але полишив право й узявся вивчати історію й психологію. Студіюючи історію, цікавився насамперед епохою середньовіччя та історією Відня. У цей час почав публікувати статті, писав вірші й працював на своїм першим романом.
1923 року дебютував книгою віршів «Вулиці та картини», публікувався в численних газетах Відня. В 1925 році здобув докторський ступінь з історії. 1927 року покінчила життя самогубством сестра Додерера Гельґа, цього ж року Додерер одружився з Ґусті Гастерлінк. 1929 року почав роботу над романом Товсті панії (нім. Dicke Damen), який дописав вже після війни й опублікував під назвою «Демони».
1 квітня 1933 року вступив до націонал-соціалістичної партії. 1936 року переїхав до Німеччини, де поселився в Дахау. Про концентраційний табір, що там знаходився, не залишив у своїх щоденниках жодних згадок. Проте саме 1936 року почав дистанціюватися від нацизму. 1938 року з'явився його перший роман «Убивство, яке здійснює кожен» у престижному німецькому видавництві C.H.Beck. У 1940 році навернувся до католицизму. Мобілізований в авіацію, відправлений до Франції. 1942 року потрапив на східний фронт під Курськом. Страждав від жорстоких нападів невралгії. 1945 року опинився у полоні в Норвегії.
1946 року повернувся до Лінца, а потім того ж року — до Відня. На п'ять років був відсторонений від професійної діяльності через приналежність до нацистської партії. 1948 року завершив роман «Штрудльгофські сходи», але зміг опублікувати його лише в 1951 році. Роман приніс йому відомість, яка стала ще більшою після публікації в 1956 році «Демонів». 1962 року опублікував гротескний роман «Меровінги», а 1963 року — першу частину тетралогії «Роман № 7» «Слуньські водоспади».

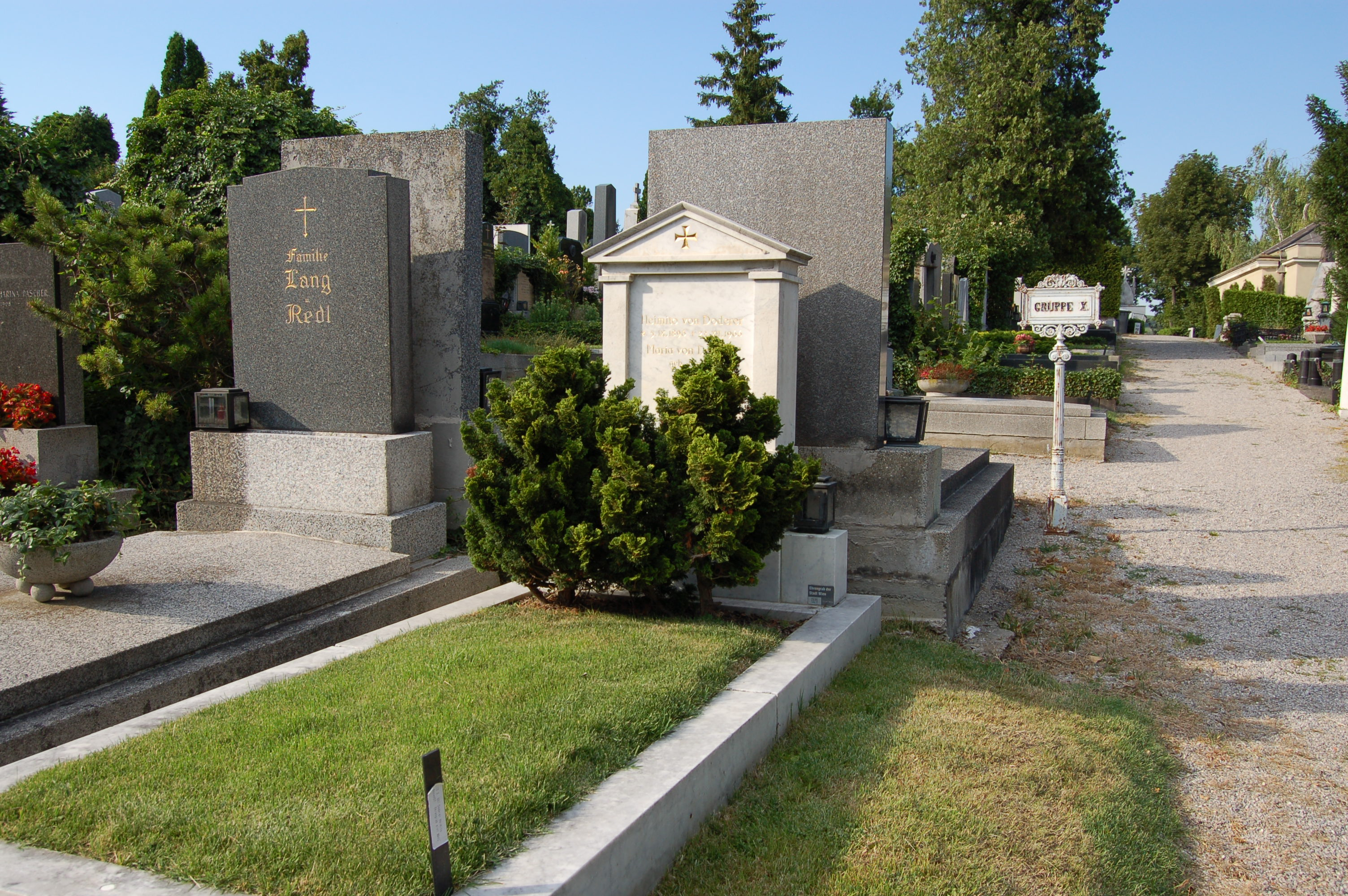
Могила Додерера на Ґрінціндорському кладовищі у Відні.

Помер 23 грудня 1966 року від раку шлунку. Похований на віденському Ґрінціндорському кладовищі (Grinzinger Friedhof, група 10, ряд 2, номер 1).
Друга незавершена частина «Роману № 7» була опублікована посмертно в 1967 році під назвою «Межовий ліс».

## Особисте життя
Ще у підлітковому віці вступив у гомоеротичний романтичний зв'язок зі своїм домашнім репетитором. Водночас мав досвід з дівчатами та жінками, а також часто відвідував будинки розпусти. Згодом як частий відвідувач борделів. Протягом свого життя окрім бісексуальних схильностей мав виражені садомазохістські та вуайєристські нахили. Це неодноразово відображалося в його творчості.

## Творчість
У ранніх творах цікавився описом психологічних станів, пов'язаних з демонічними потягами людини та переплетінням людських доль. Для творів Додерера характерна сатирично-іронічна оповідна манера з особливим чорним гумором та схильністю до гротеску. Намагався повернути в сучасний роман зовнішній світ та нову універсальність подій і персонажів. У своїх найвідоміших романах «Штрудльгофські сходи» та «Демони» розгорнув широку панораму австрійського суспільства 1920-их років. Надскладна структура роману з безліччю персонажів та переплетінь їхніх доль, а також велике значення для розвитку романної дії так званої «мимовільної пам'яті» вказують на Додерера, як на продовжувача ідей Марселя Пруста, реалізованих у романі «У пошуках втраченого часу». Проте, на відміну від Пруста, Додерера цікавить насамперед зовнішній перебіг життя, а не прихований внутрішній світ персонажів. Другий романний цикл, що умовно називається «Роман № 7» повинен був зобразити австрійське суспільство починаючи з 1880-их років. Проте цей проект залишився нереалізованим: був опублікований лише перший роман «Слуньські водоспади», тоді як другий, незавершений роман був опублікований посмертно. Додерер є також автором стилістично досконалих новел та оповідань. Вірші носять автобіографічний характер. Писав також епіграми.

## Вибрані твори
- Gassen und Landschaft/ Вулиці й картини (1923, поезія)
- Die Bresche/ Щілини (1924, роман)
- Das Geheimnis des Reichs/ Таємниця імперії (1930, роман)
- Ein Mord den jeder begeht/ Убивство, яке здійснює кожен (1938, роман)
- Ein Umweg/ Окружний шлях (1940, роман)
- Die erleuchteten Fenster/ Освітлені вікна (1951, роман)
- Die Strudlhofstiege/ Штрудльгофські сходи (1951)
- Das letzte Abenteuer/ Остання пригода (1953, повість)
- Die Dämonen/ Демони (1956, роман)
- Die Merowinger/ Меровінги (1962, роман)
- Die Wasserfälle von Slunj/ Слунські водоспади (1963, перший роман задуманої та не написаної тетралогії)
- Unter schwarzen Sternen/ Під чорними зорями (1966, оповідання)

## Українські переклади
- Гайміто фон Додерер, Подвійна брехня, або антична трагедія на селі // Книга пригод 3: Повісті й оповідання. Для середнього та старшого шкільного віку, К., 1995. — с. 258—269.

## Визнання
Лауреат Великої державної премії Австрії (1958), Великої премії Баварської академії образотворчих мистецтв (1964). З 1996 року в Австрії вручається премія імені Додерера.